# Tanyptera
Genre
Tanyptera est un genre d'insectes diptères nématocères de la famille des Tipulidae.
Synonyme (valide selon ITIS)
- Ctenophora

## Espèces rencontrées en Europe
- Tanyptera (Tanyptera) atrata (Linnaeus, 1758)
- Tanyptera (Tanyptera) nigricornis (Meigen, 1818)